# Terry Farrell (Architekt)

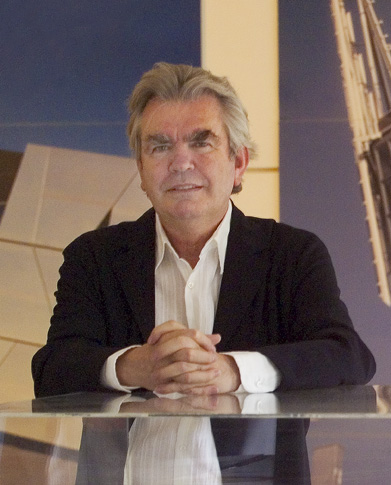
Sir Terry Farrell (2009)

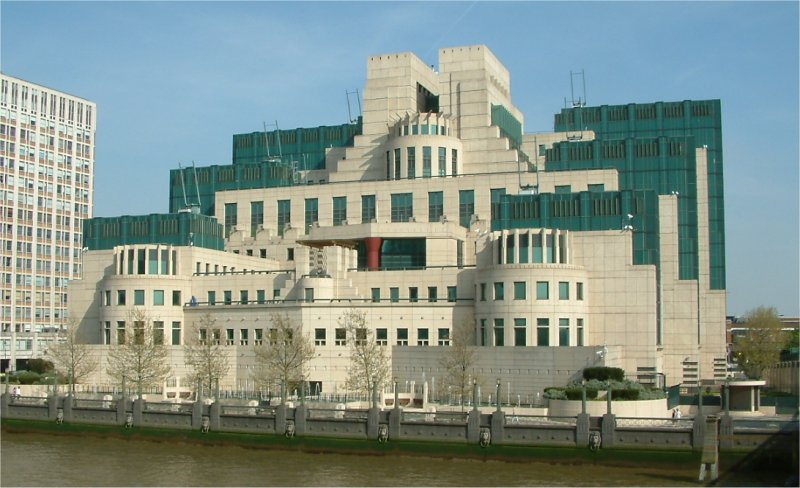
SIS-Gebäude in Vauxhall Cross, Hauptquartier des Geheimdiensts MI6 (1994)

Sir Terence Farrell CBE FRIBA FRSA FCSD MRTPI, genannt Terry Farrell (* 12. Mai 1938 in Sale (Greater Manchester)) ist ein britischer Architekt.
Farrell wuchs in Newcastle upon Tyne auf, wo er auch die Universität besuchte und nach Abschluss seines Studiums 1965 sein erstes Architekturbüro eröffnete.
Farrell machte sich einen Namen durch Bauwerke, die moderne Technologie mit postmoderner Ironie verbinden. Er wurde in den persönlichen Adelsstand erhoben und ist Commander des Order of the British Empire. 2004 verlieh ihm die Open University die Ehrendoktorwürde.
Sein bekanntestes Gebäude ist das SIS-Gebäude, die Zentrale des britischen Geheimdienstes MI6 in London.

## Bauten (Auswahl)
- 1962: Blackwall Tunnel Lüftungstürme, London
- 1982: Fernsehgebäude, Camden Town, London
- 1987: Tobacco Dock[2], Wapping, London
- 1990: Embankment Place, Bahnhof London Charing Cross, London
- 1994: SIS-Gebäude, Vauxhall Cross, London
- 1995: Edinburgh International Conference Centre, Schottland
- 1995: Peak Tower, Hongkong,
- 2002: Incheon International Airport, Seoul,
- 2008: Peking Südbahnhof, Peking

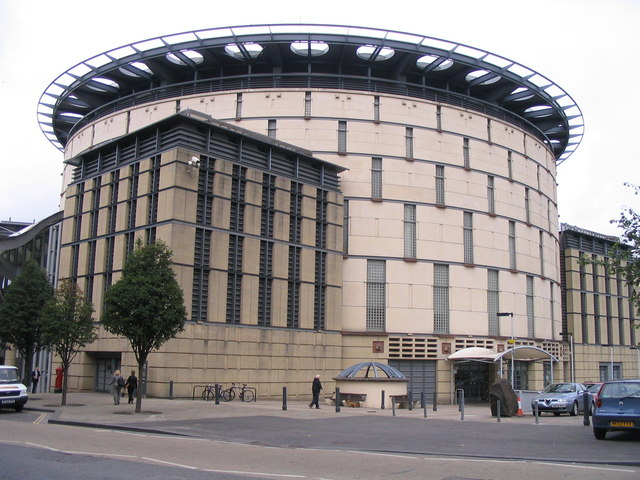
Edinburgh International Conference Centre (1995)
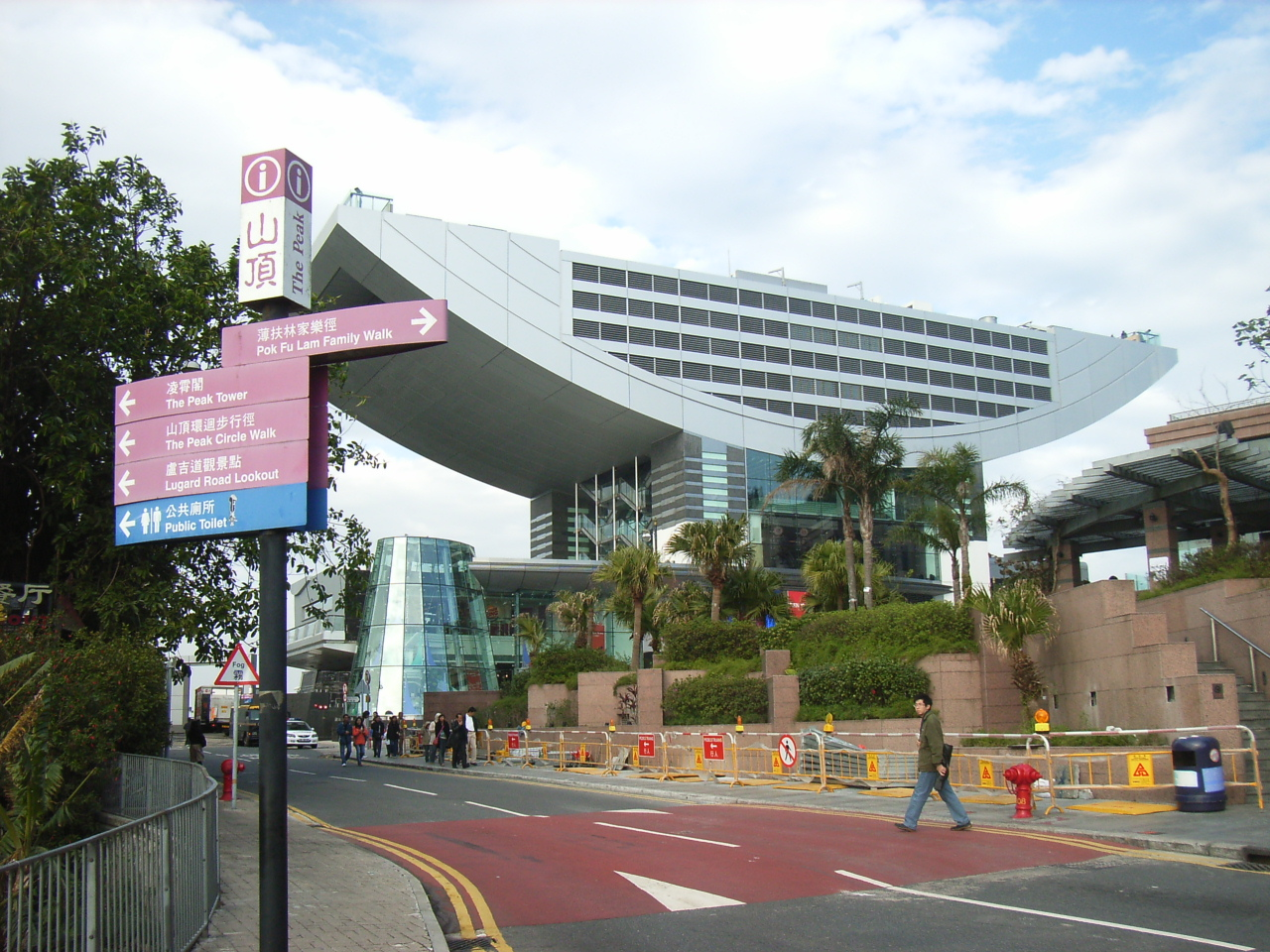
Peak Tower in Hongkong (1995)